# Kernkraftwerk Stendal
Das nicht in Betrieb gegangene und teilweise abgerissene Kernkraftwerk Stendal wurde in der DDR auf dem Gebiet des Ortes Niedergörne im damaligen Bezirk Magdeburg, heute Sachsen-Anhalt, 15 Kilometer nordöstlich von Stendal, am linken Elbufer erbaut.
Das Kraftwerk sollte das größte Kernkraftwerk in der DDR werden. Nach der Fertigstellung wäre die Anlage mit einer elektrischen Gesamtleistung von rund 4000 Megawatt auch eines der größten Kernkraftwerke Deutschlands insgesamt geworden. Es wurde auf dem Gelände des extra für diesen Zweck geschleiften Ortsteils Niedergörne der Stadt Arneburg gebaut. Dadurch wurde ein direkter Zugang zur Elbe mit eigenem Hafen geschaffen. Der Standort befindet sich an der Bahnstrecke Borstel–Niedergörne.

## Planung

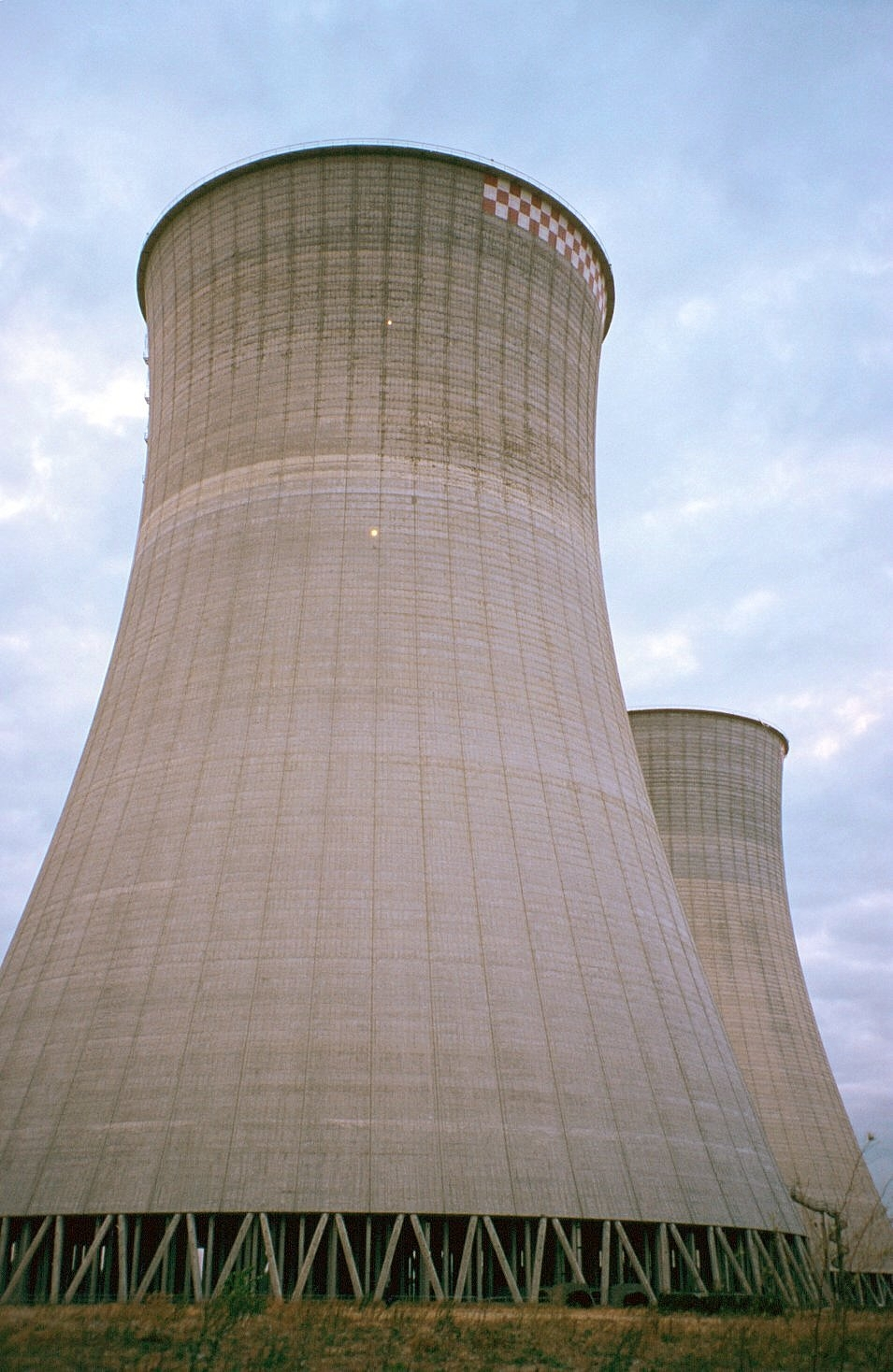
Kühltürme (1995)

Am 16. April 1970 hatte das Präsidium des Ministerrats der DDR beschlossen, bis 1980 ein drittes Atomkraftwerk nördlich von Magdeburg im Külzauer Forst zwischen den Orten Hohenwarthe und Möser und dem Standortnamen „Hohenwarthe-Ost, Kreis Burg“  Bearbeitungsstand: „Standortstudie 1971/72 IVE“  mit einer Gesamtleistung von 4000 MW zu bauen. Dabei sollten neuentwickelte sowjetische Druckwasserreaktoren in Containmentbauweise mit jeweils 1000 MW Leistung zum Einsatz kommen. Auf Grund der zu erwartenden Lieferschwierigkeiten der 1000-MW-Blöcke beschloss das Präsidium des Ministerrats am 31. Januar 1973, dass das Kernkraftwerk III Magdeburg in einer ersten Ausbaustufe ähnlich wie beim KKW II in Lubmin mit vier 440-MW-Reaktoren bis 1981 realisiert werden sollte. Da diese ältere Reaktorbauart nicht den Sicherheitsanforderungen genügte, um in der Nähe einer Großstadt wie Magdeburg errichtet werden zu können, musste ein neuer Standort gefunden werden. Aus den neun möglichen wurde bereits Mitte 1972 der 120 Einwohner zählende Ort Niedergörne gewählt, da hier eine geringe Einwohnerzahl umzusiedeln war und die Möglichkeit einer direkten Kühlwasserentnahme aus der Elbe bestand. Die Nähe der Stadt Stendal war vorteilhaft für die Unterbringung des Bau- und Montagepersonals sowie für das spätere Betriebspersonal. Ab diesem Zeitpunkt wurde das KKW III Kernkraftwerk Stendal genannt.
Die Eröffnung der Baustelle zum Kernkraftwerk Stendal wurde offiziell in der Volksstimme am 1. August 1974 bekanntgegeben.
Am 1. Januar 1975 wurde der VEB Kernkraftwerk Stendal gegründet, der fortan als Investitionsauftraggeber gegenüber dem Generalauftragnehmer VEB Kombinat Kraftwerksanlagenbau (K.A.B.) Berlin fungierte und der künftige Betreiber des KKW sein sollte. Der Betrieb unterstand nach seiner Gründung der VVB Kraftwerke Cottbus und ab 1980 dem VE Kombinat Kernkraftwerke Greifswald. Zunächst bestand die Aufgabe, die Einwohner von Niedergörne in die umliegenden Gemeinden Arneburg, Altenzaun und Osterburg umzusiedeln und neue landwirtschaftliche Betriebe aufzubauen. Für die Aufgabe der Grundstücke und Gebäude wurden entsprechend den gesetzlichen Regelungen der DDR die Eigentümer entschädigt. Weiterhin musste die Baustelle eingerichtet werden, das Kraftwerksgelände und die Verkehrswege hergestellt sowie die Wasserversorgung und Baustromversorgung sichergestellt werden. Darüber hinaus wurden in der zweiten Hälfte der 1970er Jahre im Rahmen eines sogenannten „Territorial abgestimmten Objektprogramms“ (TAOP) 14.000 Wohnungen in Stendal-Stadtsee und -Süd sowie in Osterburg mit den entsprechenden Versorgungseinrichtungen geschaffen, eine Eisenbahnverbindung von Stendal nach Niedergörne für Material- und Ausrüstungstransporte sowie für den Transport des hauptsächlich in Stendal untergebrachten Bau-, Montage- und Betriebspersonals gebaut und die Landstraße L16 als schwerlastfähige Trasse ausgebaut. Hinzu kamen eine neue Poliklinik, Schulen und Berufsausbildungseinrichtungen sowie ein Kulturzentrum, Gaststätten und Einkaufsmöglichkeiten.
In Auswertung der Reaktorhavarie in Harrisburg wurden Ende der 1970er Jahre die Pläne auf Vorschlag der UdSSR geändert und das Kraftwerk nun mit vier Reaktoren vom Typ WWER-1000/320 im Volldruck-Containment mit Kühlturmrückkühlung konzipiert. Der Beschluss des Präsidiums des Ministerrates zur technischen Konzeption des KKW Stendal mit dem Bau von zwei 1000-MW-Blöcken in der ersten Ausbaustufe wurde im Dezember 1979 gefasst. Grundlage hierfür war das Protokoll Nr. 5 des 1965 abgeschlossenen „Regierungsabkommens mit der UdSSR über die Erweiterung der Zusammenarbeit bei Errichtung von Atomkraftwerken in der DDR“ vom September 1979. Mit dieser Entscheidung verzögerte sich abermals die Fertigstellung des technischen Projekts in Moskau und Berlin, so dass erst im Januar 1982 die Projektierungsunterlagen für die erste Baustufe mit zwei 1000 MW-Reaktoren vollständig an den Auftraggeber übergeben werden konnten.
Vom damaligen Staatlichen Amt für Atomsicherheit und Strahlenschutz der DDR wurde die atomrechtliche Zustimmung zum Standort des KKW Stendal am 14. November 1978 und die Errichtungsgenehmigung für die 1000-MW-Blöcke A und B am 10. September 1979 erteilt.

## Technisches Konzept
Typisch für diese und ähnliche Anlagen sowjetischer Bauart sind die zwei Kühltürme pro Reaktorblock mit einer Leistung von 170.000 m³/h sowie das mit dem Reaktorgebäude verbundene Maschinenhaus. Insgesamt waren im KKW Stendal also in der letzten Ausbaustufe acht Kühltürme geplant. Die 150 m hohen Kühltürme mit einem oberen Durchmesser von 74 m sollten eine Überhitzung der Elbe verhindern. Sie waren mittels Rohrleitungen von 2,6 m Durchmesser mit den Hauptkühlwasserpumpen jedes Blockes verbunden. Geplant war unter anderem auch ein Zwischenkühlkreislauf, da die Elbe nicht genug Wasser aufbringt, um alle vier Reaktoren zu kühlen. Zusätzlich war ein Nebenkühlwassersystem vorgesehen, das über Sprühteiche versorgt werden sollte. So stellte jeder Block eine autonome Arbeitseinheit dar.
Der Turbosatz sollte aus einer Turbine K1000-60/3000 und einem Generator TBB-1000-2 je Reaktorblock mit einer Leistung von 1000 MW bei einer Drehzahl von 3000/min bestehen. Die 1000-MW-Turbinen befanden sich zum Zeitpunkt der Projektierung 1981 aber noch in Entwicklung, sodass eine Unsicherheit für deren Verfügbarkeit zur angestrebten Inbetriebnahme 1987/88 bestand. Wegen der Möglichkeit des Teillastbetriebs des Reaktors und der damit verbundenen höheren Versorgungssicherheit waren seitens der DDR ursprünglich je Reaktor zwei 500-MW-Turbosätze vorgesehen, aber auf Grund des niedrigeren Investitionsaufwandes entschied man sich für die 1000-MW-Variante. Die erzeugte elektrische Energie sollte über das 3,5 km entfernte Umspannwerk Schwarzholz in das 220/380-kV-Verbundnetz der DDR eingespeist werden.
Bei der Anlage in Stendal wurde das von der Bauakademie der DDR in Zusammenarbeit mit dem Moskauer Planungsbüro für Reaktortechnik modifizierte Containment verwendet. Der Sicherheitsbehälter sollte in der schon beim KKW Nord erprobten, für das KKW Stendal weiterentwickelten Stahlzellenverbundtechnik produziert werden, wodurch er sich von den russischen Anlagen gleichen Bautyps unterschied.

## Bau
Laut IAEO wurde am 1. Dezember 1982 mit dem Bau des Blocks A, am 1. Dezember 1984 mit dem Bau des Blocks B begonnen. Tatsächlich erfolgte der „Erste Spatenstich“ für Block A schon am 5. November 1981. Für den Block A erfolgte die Fertigstellung der Grundplatte im Oktober 1982, die Fertigstellung des Reaktorgebäudes bis Höhe 0 m im Dezember 1985, der Montagebeginn des Containments in Stahlzellenverbundbauweise 1987 und die Fertigstellung des 1. Kühlturms im Oktober 1988. Die Blöcke C und D blieben vorerst in der Planungsphase.
Laut Ministerratsbeschluss von 1973 sollte Block A im Jahre 1989 in Betrieb gehen. Aufgrund der Verzögerung bei der Projektierung, der ständigen Änderungen der Planungen – auch in Zusammenhang mit dem Reaktorunfall in Tschernobyl – sowie wegen Kapazitäts- und Qualitätsmängeln wurde der Inbetriebnahmetermin immer weiter hinausgeschoben. Zuletzt wurde nach dem Beschluss des Ministerrats der DDR vom 8. Juli 1987 zur „Konzeption der langfristigen stabilen Gewährleistung der Elektroenergieversorgung bis 1990 und darüber hinaus“ angestrebt, dass Block A zwischen September und Dezember 1991 sowie Block B zwischen April und Juni 1993 ans Netz gehen sollte. Die Betriebsaufnahme für Block C war zwischen September und Dezember 1996 und für Block D nach 1996 vorgesehen.
Die Bezirksverwaltung des Ministeriums für Staatssicherheit beobachtete sämtliche Aktivitäten im Zusammenhang mit dem Kraftwerksneubau, um jegliche Proteste gegen den Bau auszuschließen.
Das Kernkraftwerk Stendal konnte bis zum Ende der DDR nicht fertiggestellt werden. Als Gründe für die lange Bauzeit wurden vor allem geringe Projektierungskapazitäten in der Energietechnik sowie der Mess-, Steuer- und Regelungstechnik und im Energieanlagen- und Maschinenbau angeführt. Auch die Baukapazitäten waren zu gering – die eingesetzten 9.500 Bauarbeiter konnten nicht mehr als 500 Millionen Mark im Jahr verbauen. Schließlich genügten die vorhandenen Ausrüstungskapazitäten ebenfalls nicht den Anforderungen.
Am 1. Juli 1990 wurde der VEB Kernkraftwerk Stendal zur KKW Stendal GmbH privatisiert und unter die Aufsicht der Treuhandanstalt gestellt. Zu diesem Zeitpunkt waren der Block A zu 75 %, der Block B zu 50 % sowie die Nebenanlagen beider Blöcke zu 55 % fertiggestellt. Die Bau- und Montagearbeiten wurden mit abnehmender Intensität weitergeführt, soweit es vorhandene Bestände und Anzahlungen zuließen. Mit dem gleichzeitigen Eintreten der Währungs-, Wirtschafts- und Sozialunion galt ab diesem Zeitpunkt in der DDR das Atomgesetz der Bundesrepublik Deutschland einschließlich der zugehörigen Verordnungen. Obwohl nach dem Einigungsvertrag für die Errichtungsgenehmigung ein Bestandsschutz bestand, wurde entschieden, für den Bau und Betrieb des KKW Stendal ein neues Genehmigungsverfahren durchzuführen. Am 17. September 1990 wurde durch den Generalauftragnehmer, die Kraftwerks- und Anlagenbau (K.A.B.) AG Berlin, ein vorläufiger Baustopp verfügt. Die ausländischen Baufirmen verließen die Baustelle, für die Beschäftigten der einheimischen Baubetriebe wurde Kurzarbeit „Null“ verfügt.

## Kosten
Das Projekt in Stendal wurde um einiges teurer als Anfang der 1980er mit etwa 10 Milliarden Mark geplant. Im August 1988 wurde der Investitionsaufwand mit 7,5 Millionen Mark pro Megawatt Leistung, d. h. bei 2000 MW mit umgerechnet etwa 15 Milliarden Mark veranschlagt. Laut einem „Verbindlichen Angebot“ vom Dezember 1988 wurde bereits mit einem Gesamtaufwand von 17,962 Milliarden Mark gerechnet, im Jahr 1990 wurden Kosten vom Energieanlagenbau der DDR auf 20 Milliarden Mark geschätzt. Die Kostensteigerungen ergaben sich nach dem Reaktorunfall in Tschernobyl überwiegend aus den Erweiterungen der technischen Ausstattung, insbesondere im Bereich der Anlagensicherheit. Sie waren aber auch auf betriebswirtschaftliche Ursachen vor allem in den Zulieferbetrieben der DDR zurückzuführen.
Für die beschleunigte Realisierung der Kernkraftwerksvorhaben in Greifswald und Stendal wurden 1987 die Erhöhung der Arbeitskräfteanzahl im Kombinat Kraftwerksanlagenbau und deren Partner um 7.000 Beschäftigte angestrebt und zusätzliche Lohnmittel im Volumen von 5,9 Millionen Mark bereitgestellt. Mitte 1990 waren 7.500 Beschäftigte auf der Großbaustelle KKW Stendal im Einsatz, davon 3.500 ausländische Arbeitskräfte, vor allem Bauleute aus Polen sowie Schweißer aus Jugoslawien und Ungarn, die ihre Qualifikation für Schweißarbeiten im Nuklearbereich auf westeuropäischen KKW-Baustellen nachgewiesen hatten.
Die tatsächlichen Aufwendungen bis Februar 1990 werden von Horlamus mit etwa 3,8 Milliarden Mark angegeben, bei Gatzke werden Ausgaben bis Mitte 1990 in Höhe von 5,8 Mrd. Mark genannt. Die gegenüber dem geplanten Gesamtaufwand von 18 Milliarden Mark geringe Summe erklärt sich daraus, dass die Lieferung der Hauptausrüstungen und der Brennelemente, die einen großen Teil der Investitionskosten ausmachen, noch nicht erfolgte. Diese Ausrüstungen waren aber bereits teilweise bei den sowjetischen Herstellern im Wert von etwa 1 Mrd. Mark gefertigt worden, so der komplette Reaktor für Block A im Schwermaschinenbauwerk Ischorsk und die 1000 MW-Turbine, die sich im damaligen Leningrad auf dem Prüfstand befand. Etwa 1,5 Mrd. Mark sind anteilig in die Objekte des „TAOP Stendal“, d. h. der regionalen Infrastruktur, investiert worden.

## Nach der Wiedervereinigung

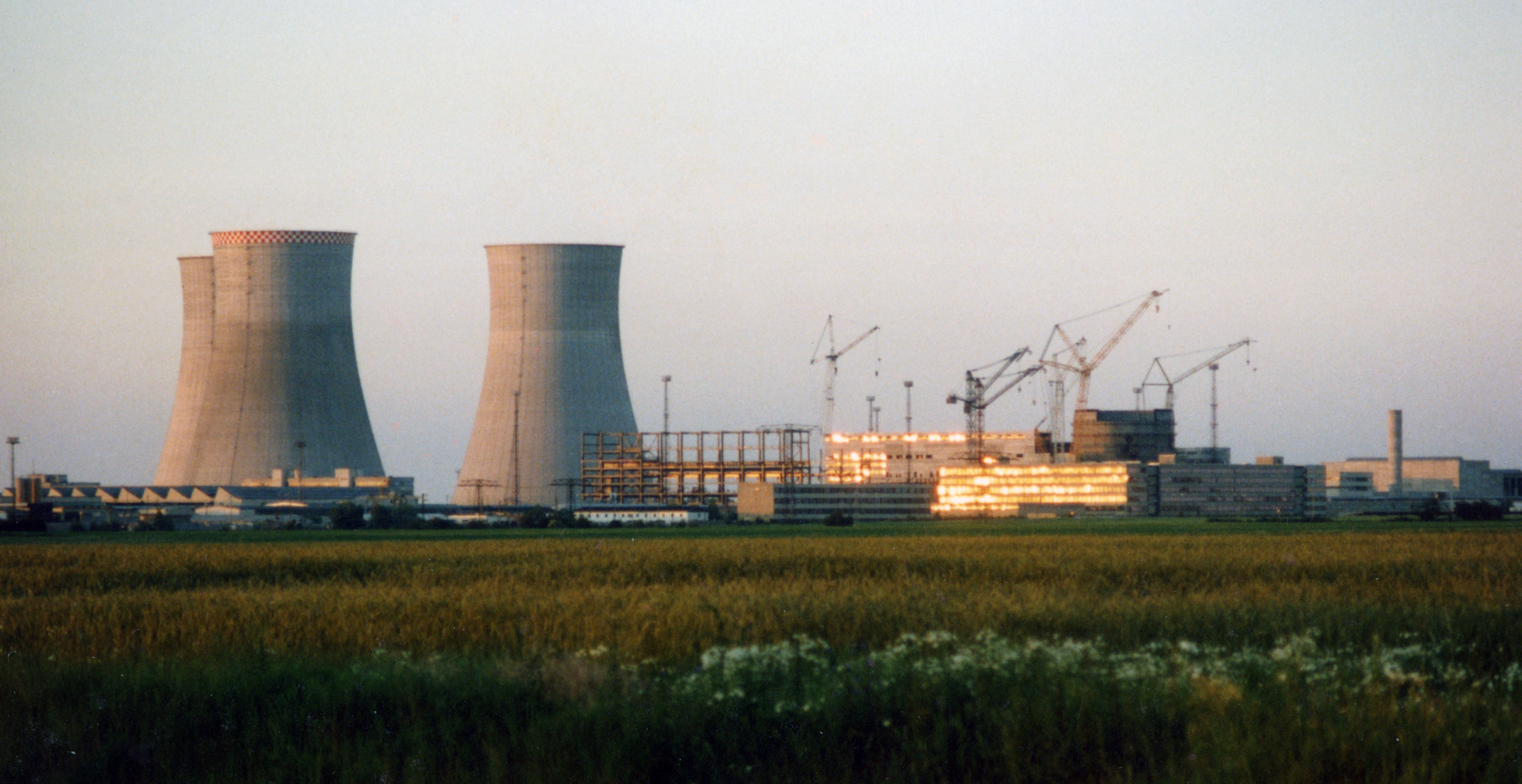
Die Baustelle des Kernkraftwerks im Juni 1991

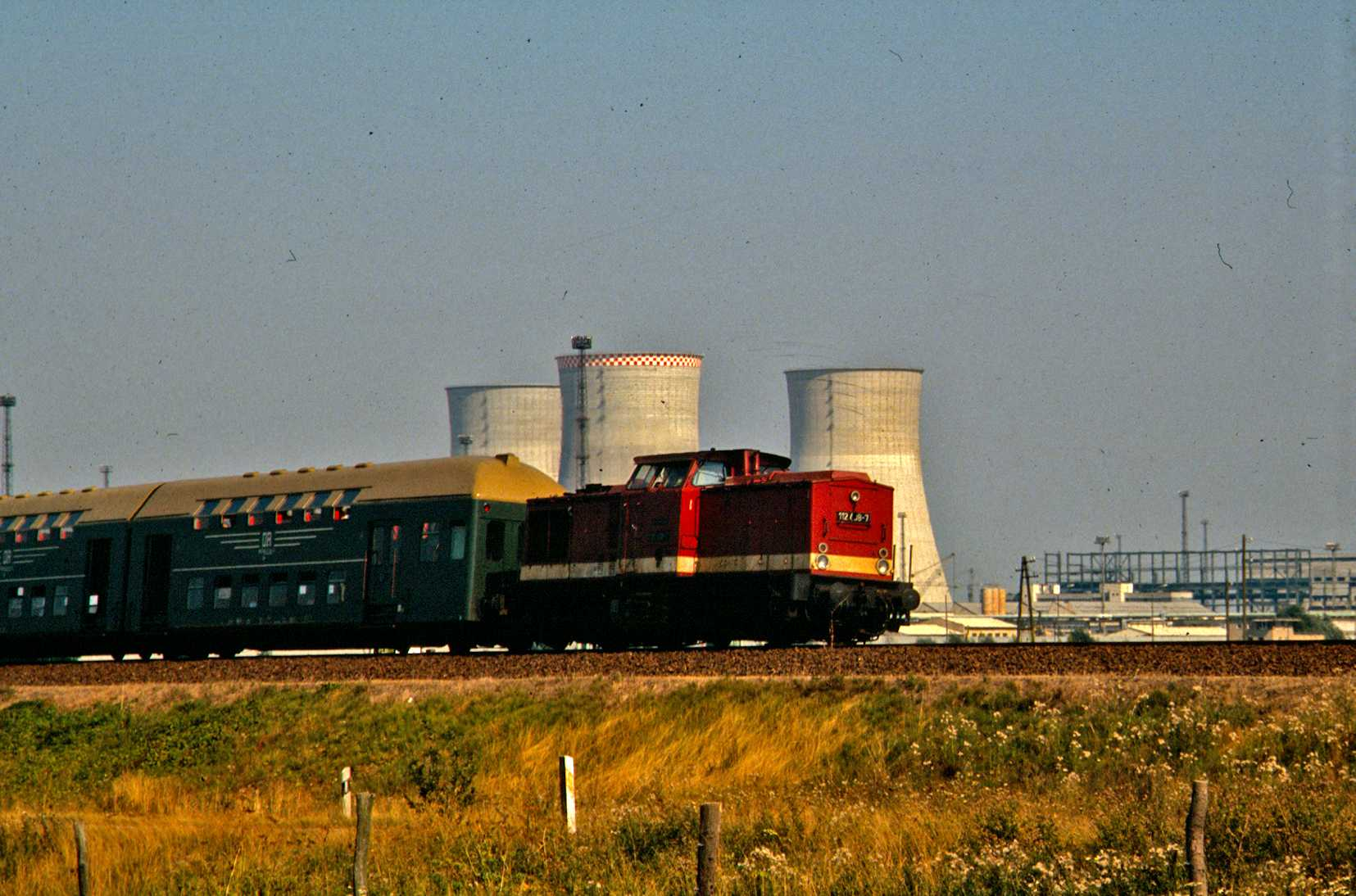
Nahverkehrszug vor dem Kernkraftwerk in Niedergörne 1991

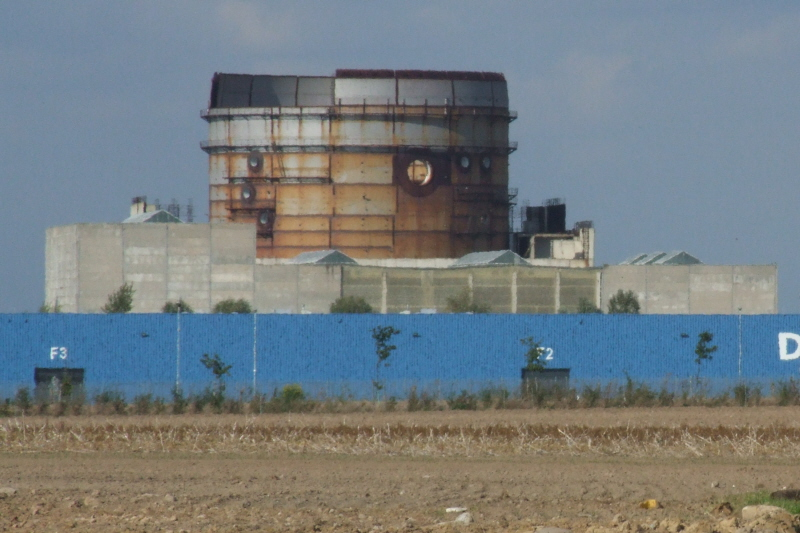
Die Bauruine im Jahr 2007

Bereits seit Ende 1989 wurde eine enge fachliche Zusammenarbeit mit den westdeutschen Energieunternehmen PreussenElektra AG Hannover, Bayernwerk AG München und Rheinisch-Westfälisches Elektrizitätswerk AG Essen sowie dem Energieanlagenbauer Kraftwerk Union (KWU) Erlangen praktiziert, die zum Ziel hatte, Möglichkeiten und Bedingungen für die Weiterführung des Kernkraftwerksbaus in Stendal zu analysieren und erforderliche Entscheidungen im Rahmen der staatlichen Arbeitsgruppe „KKW in den neuen Bundesländern“ vorzubereiten. Als Ergebnis entstand im August 1990 eine Studie, die neben der Fertigstellung der Blöcke A und B mit sowjetischen Reaktoren und westlicher Sicherheitstechnik die Errichtung der Blöcke C und D mit 1300-MW-Druckwasserreaktoren der Konvoi-Baureihe der Kraftwerk Union zum Inhalt hatte.
Nach der Wiedervereinigung wurde am 1. November 1990 durch den Geschäftsführer der KKW Stendal GmbH der Antrag auf Errichtung und Betrieb des Blocks A des KKW bei der neu gewählten Landesregierung von Sachsen-Anhalt eingereicht. Um das neu eingeleitete Genehmigungsverfahren nicht zu gefährden, wurden die Bau- und Montagearbeiten nicht wieder aufgenommen. Lediglich die Planungen für den Einsatz westlicher Sicherheits- und Leittechnik wurden weitergeführt und durch die Treuhandanstalt finanziert.
Der Spiegel bezeichnete es Weihnachten 1990 als „absurdes Schauspiel“, dass das Kernkraftwerk immer noch weitergebaut wurde, „obwohl Wirtschafts-, Umwelt- und Finanzminister entschlossen sind, das Kraftwerk auf keinen Fall in Staatsregie und auf Staatskosten fertigzustellen“. In einem Brief an Noch-Wirtschaftsminister Helmut Haussmann (FDP) mahnte Treuhand-Chef Detlev Rohwedder eine politische Entscheidung als überfällig an. Es habe keinen Sinn, weiterhin Geld der Treuhand in die Kernkraftwerke der Ex-DDR zu stecken – weder in die abgeschalteten noch in die entstehenden. Die Industrie hatte schon früher klargemacht, kein eigenes Geld für Stendal aufwenden zu wollen.
Den Forderungen der westdeutschen Energieunternehmen an die Bundesregierung, die Haftungsfreistellung für das Genehmigungsrisko für das KKW Stendal zu bestätigen, wurde mit dem Verweis auf das Grundgesetz (das eine Verletzung des freien Wettbewerbs zwischen privaten Unternehmen ausschloss) nicht entsprochen. Aufgrund der fehlenden Geschäfts- und Finanzierungsgrundlage wurde im März 1991 der Bau der beiden begonnenen Blöcke endgültig eingestellt. Von der Treuhandanstalt, als Gesellschafter der KKW Stendal GmbH und der Kraftwerksanlagenbau GmbH Berlin, wurden beide Unternehmen beauftragt, die noch bestehenden Investitionsleistungsverträge abzuwickeln, was bis Ende 1992 geschah und den Steuerzahler noch mal etwa 500 Millionen DM kostete.
Die KKW Stendal GmbH wurde 1991 in die AIG Altmark Industrie GmbH umbenannt und nahm im Auftrag der Treuhandanstalt die Aufgabe der Standortentwicklung wahr. Die AIG versuchte in Zusammenarbeit mit westdeutschen Energieunternehmen den Standort Stendal als Energiestandort zu erhalten. Mit Unterstützung der Landesregierung und den regionalen Verwaltungen wurde hierfür ein für die Verbrennung von Importsteinkohle ausgelegtes Kraftwerk mit 2 × 750 MW Leistung konzipiert, das 1998 in Betrieb gehen sollte. Dabei sollten Nebenanlagen des KKW wie die beiden Kühltürme des Blocks A und der Elbehafen mit genutzt werden. Entsprechend dieser Planung wurde 1992 ein Grundstück von 165 ha an die VEAG Verwaltungs-GmbH, heute BPR Verwaltungs-GmbH verkauft. Gesellschafter der BPR Verwaltungs-GmbH sind die Energieunternehmen E.ON und RWE. Mit der Treuhandanstalt wurde auf Forderung der Länder Sachsen und Brandenburg jedoch 1994 vereinbart, dieses Steinkohlekraftwerk nicht vor 2012 zu realisieren, um die Nutzung der ostdeutschen Braunkohlevorkommen in der Lausitz und im mitteldeutschen Raum nicht zu gefährden.
Um Baufreiheit für dieses Steinkohlekraftwerk zu schaffen, wurden in den Folgejahren die zentralen nuklearen Schwerbauten abgerissen. Der Reaktordruckbehälter wurde 1990/1991 im Zuge der Stilllegung der Baustelle in Hamburg zerlegt und verschrottet. Der oberirdische Verbindungsgang (typisch für russische Kernkraftwerke aller Bauarten), der alle Kraftwerksgebäude miteinander verband, wurde größtenteils abgerissen. Teile der beiden Reaktorgebäude und das Dieselgeneratorengebäude sowie ein großer Teil der Mehrzweckgebäude stehen noch (Stand 2013). In diesem Zusammenhang wurde am 19. Mai 1994 der Kühlturm für den Block B und, da die eventuelle Nutzung für das Kohlekraftwerk zu lange auf sich warten ließ und die Erhaltungsaufwendungen zu groß wurden, am 29. Oktober 1999 auch die Kühltürme des Blocks A gesprengt.
Ende 1993 wurde die AIG Altmark Industrie GmbH einschließlich der Immobilien auf der 450 ha großen Industriegebietsfläche an eine MBO/MBI-Käufergruppe verkauft und im April 1994 in die AIG Altmark Industrie AG umgewandelt. Diese Aktiengesellschaft war von nun an Trägerin der Standortentwicklung in Zusammenarbeit mit den regionalen Körperschaften der Verwaltungsgemeinschaft Arneburg/Krusemark, dem Landkreis Stendal und der Landesregierung. Nach dem Flächenrecycling und dem Abbruch der KKW-Baustrukturen entstand Mitte der 1990er Jahre der „Industrie und Gewerbepark Altmark“ in dem sich neue Industriebetriebe ansiedelten. Außerdem befindet sich im ehemaligen Sicherheitsgebäude des KKW die Feuerwehrtechnische Zentrale des Landkreises Stendal.
Auf dem erschlossenen Gelände wurde 2004 ein Zellstoffwerk, die Zellstoff Stendal GmbH der Mercer International Group, in Betrieb genommen. Im Herbst 2006 begann die Herstellung von Hygienepapieren in der Delipapier GmbH, einer Tochtergesellschaft des italienischen Papierkonzerns Sofidel. 2012 wurde von Weltec begonnen, eine Biomethanraffinerie (Biogasanlage mit Biogasaufbereitung) zu errichten, die seit Mai 2013 pro Stunde rund 700 m³ aufbereitetes Biomethan ins Gasnetz einspeist.
Der Bau des von RWE seit 2008 geplanten Steinkohlekraftwerks sollte 2011 beginnen und 2015 sollte es in Betrieb gehen. Die Investitionssumme wurde mit 2,2 Milliarden Euro beziffert und es sollten 100 Arbeitsplätze entstehen. Gegen den Bau gründete sich aus umweltpolitischen Gründen im Mai 2009 eine Bürgerinitiative, aus wirtschaftlichen Gründen stellte RWE 2010 das Investitionsvorhaben zurück.

## Daten der Reaktorblöcke
| Reaktorblock        | Reaktortyp    | Netto- leistung | Brutto- leistung | Anfang Projektplanung | Baubeginn  | Geplante Inbetriebnahme | Projekt- einstellung |
| ------------------- | ------------- | --------------- | ---------------- | --------------------- | ---------- | ----------------------- | -------------------- |
| Block A (Stendal-1) | WWER-1000/320 | 900 MW          | 970 MW           | 1980                  | 01.12.1982 | Dez. 1991               | 01.03.1991           |
| Block B (Stendal-2) | WWER-1000/320 | 900 MW          | 970 MW           | 1980                  | 01.12.1984 | Jun. 1993               | 01.03.1991           |
| Block C (Stendal-3) | WWER-1000/320 | 950 MW          | 1.000 MW         | 1980                  | -          | Dez. 1996               | 01.03.1991           |
| Block D (Stendal-4) | WWER-1000/320 | 950 MW          | 1.000 MW         | 1980                  | -          | Jun. 1997               | 01.03.1991           |

## Dokumentation
- Der Koloss von Stendal – die teuerste Baustelle der DDR, MDR-Dokumentarfilm, 30 min. Regie: Gerd Gerlach, Deutschland 2013.